# Selección de rugby de Bolivia
La selección de rugby de Bolivia, también conocidos como Los Colorados es el equipo representativo de la federación de dicho país.

## Historia
Las primeras representaciones de Bolivia en torneos oficiales de rugby fueron en el torneo de Rugby 7 de los Juegos Suramericanos de 2018 por parte de la selección masculina y femenina.
Su primer partido no oficial fue contra el seleccionado provincial argentino de Salta en julio de 2019 perdiendo por un marcador de 40 a 0.
El debut en el formato de 15 jugadores, fue en septiembre de 2019, en una gira a Paraguay, enfrentándose al selecionado adulto del mencionado país en Asunción, perdiendo por un marcador de 109 a 0, dos días después enfrenta al seleccionado M-19 perdiendo 7 a 73.

## Estadísticas
| Adversario    | Jugados | Ganados | Perdidos | Empatados | % Efectividad |
| ------------- | ------- | ------- | -------- | --------- | ------------- |
| Paraguay      | 1       | 0       | 1        | 0         | 0.0%          |
| Paraguay M-19 | 1       | 0       | 1        | 0         | 0.0%          |
| Total         | 2       | 0       | 2        | 0         | 0.0%          |

Último Test Match considerado vs Paraguay M-19 (7-73), 22 de septiembre de 2019.